# 莱斯莉·汤普森-威利
莱斯莉·汤普森-威利（英語：Lesley Thompson-Willie，1959年9月20日—），加拿大女子赛艇运动员。她曾代表加拿大参加1984年、1988年、1992年、1996年、2000年、2008年、2012年和2016年夏季奥林匹克运动会赛艇比赛，获得一枚金牌、三枚银牌和一枚铜牌。